# بئاتریچه گرانو
بئاتریچه گرانو (ایتالیایی: Beatrice Grannò؛ زادهٔ ۶ مه ۱۹۹۳) بازیگر، خواننده و موسیقی‌دان اهل ایتالیا است. وی بازیگری را در یک مرکز آموزشی در لندن فرا گرفت و از سال ۲۰۱۳ میلادی تاکنون مشغول فعالیت بوده است.
از فیلم‌ها یا برنامه‌های تلویزیونی که وی در آن نقش داشته است، می‌توان به پدر ماتئو و نیلوفر سفید اشاره کرد.